# Éguilly-sous-Bois
 Éguilly-sous-Bois  là một xã ở tỉnh Aube, thuộc vùng Grand Est ở phía bắc miền trung nước Pháp.